# نوسال
نوسال (سال‌های حکومت ۶۳۷–۶۳۳) یکی از چهار حکمران و کارگزار امپراتوری مغول در فاصلهٔ کشته شدن جلال الدین خوارزمشاه تا فرمانروایی هلاکو خان در ایران بود. امیری کهن‌سال بود که بعد از مرگ جنتمور به امر اوگتای قاآن جانشین او شد و بر همان نواحی خوارزم و خراسان و مازندران حکومت می‌کرد. بهاءالدین محمد جوینی پدر عطاملک جوینی تاریخدان معروف در حکومت او نیز مانند حکومت حاکم قبلی جنتمور عنوان صاحب دیوانی را حفظ کرد. اما بین او و گرگوز از امرای پرقدرت جنتمور اختلاف پیش آمد و گرگوز توانست به دربار قاآن رفته و حکم حکومت را از اوگتای دریافت کند و نوسال از حکومت برکنار و به عنوان فرماندهی لشکر را دریافت کرد. او در سال ۶۳۷ فوت کرد.
از سال ۶۱۸ تا سال ۶۵۴ ه‍.ق وضع حکومت ایران و ادارهٔ آن در تحت استیلای مغول به این شکل بود که خانان مغول یک نفر را مستقیماً از مغولستان به عنوان حاکم جهت ادارهٔ این مملکت و سرداری قشون مقیم آن می‌فرستادند و این قبیل حکام به دستیاری عمال و دبیران ایرانی به جمع مالیات و اداره امور کشوری و دفع مخالفین قیام می‌کردند. در این دوره حکومت برعهدهٔ چهار نفر به شرح زیر بود:
1. حکومت جنتمور (۶۳۳–۶۳۰): بعد از فتح خوارزم جوجی فاتح این بلاد حکومت این قسمت را به جنتمور که در آن زمان سردار لشکر بود واگذاشت سپس در سال ۶۳۰ ه‍.ق اوگتای خان نیز حکومت خراسان و مازندران را رسماً به اسم جنتمور صادر نمود.
2. حکومت نوسال (۶۳۷–۶۳۳)
3. حکومت گرگوز (۶۴۱–۶۳۷) یکی از دبیران جوجی بود که بعد از مرگ نوسال حاکم ممالک تسخیر شده از رود جیحون تا حدود فارس و گرجستان و موصل و بلاد روم شد.
4. حکومت امیرارغون (۶۵۴–۶۴۱) بعد از کشته شدن گرگوز جانشین او شد و در حدود سیزده سال بر ایران حکومت کرد.[۳]